# Laski (Świebodzin)
Pour les articles homonymes, voir Laski.
Laski (prononciation : [ˈlaski]) est une localité polonaise de la gmina de Lubrza dans le powiat de Świebodzin de la voïvodie de Lubusz dans l'ouest de la Pologne.
Elle se situe à environ 9 kilomètres au sud-ouest de Lubrza (siège de la gmina), 11 kilomètres à l'ouest de Świebodzin (siège du powiat), 34 kilomètres au nord de Zielona Góra (siège de la diétine régionale) et 57 kilomètres au sud de Gorzów Wielkopolski (capitale de la voïvodie).
La localité comptait approximativement une population de 45 habitants en 2010.

## Histoire
Le nom allemand de la localité était Friedrichsläsgen.
Après la Seconde Guerre mondiale, avec la mise en œuvre de la ligne Oder-Neisse, le territoire de la localité est intégré à la République populaire de Pologne. La population d'origine allemande est expulsée et remplacée par des polonais.
De 1975 à 1998, la localité appartenait administrativement à la voïvodie de Zielona Góra.

Depuis 1999, elle appartient administrativement à la voïvodie de Lubusz